# Gustav Erdmann (Schauspieler)
Karl Otto Gustav Erdmann (* 27. Dezember 1847 in Berlin; † 13. Januar 1907 in Dresden) war ein deutscher Theaterschauspieler und -regisseur.

## Leben und Wirken
Erdmann war der Sohn des königlich-preußischen Stallmeisters Ludwig Erdmann. Nach dem Schulbesuch absolvierte er eine Schauspielausbildung und erhielt sein erstes Engagement als Charakterdarsteller am Hoftheater in Meiningen, danach am Anhaltinischen Hoftheater in Dessau und ab 1877 dann am Königlichen Hoftheater in Dresden. Dort wurde er 1900 Oberregisseur.
Der Ingenieur Ludwig Otto Hans Erdmann in Dresden war sein Sohn.